# Talmud Torá

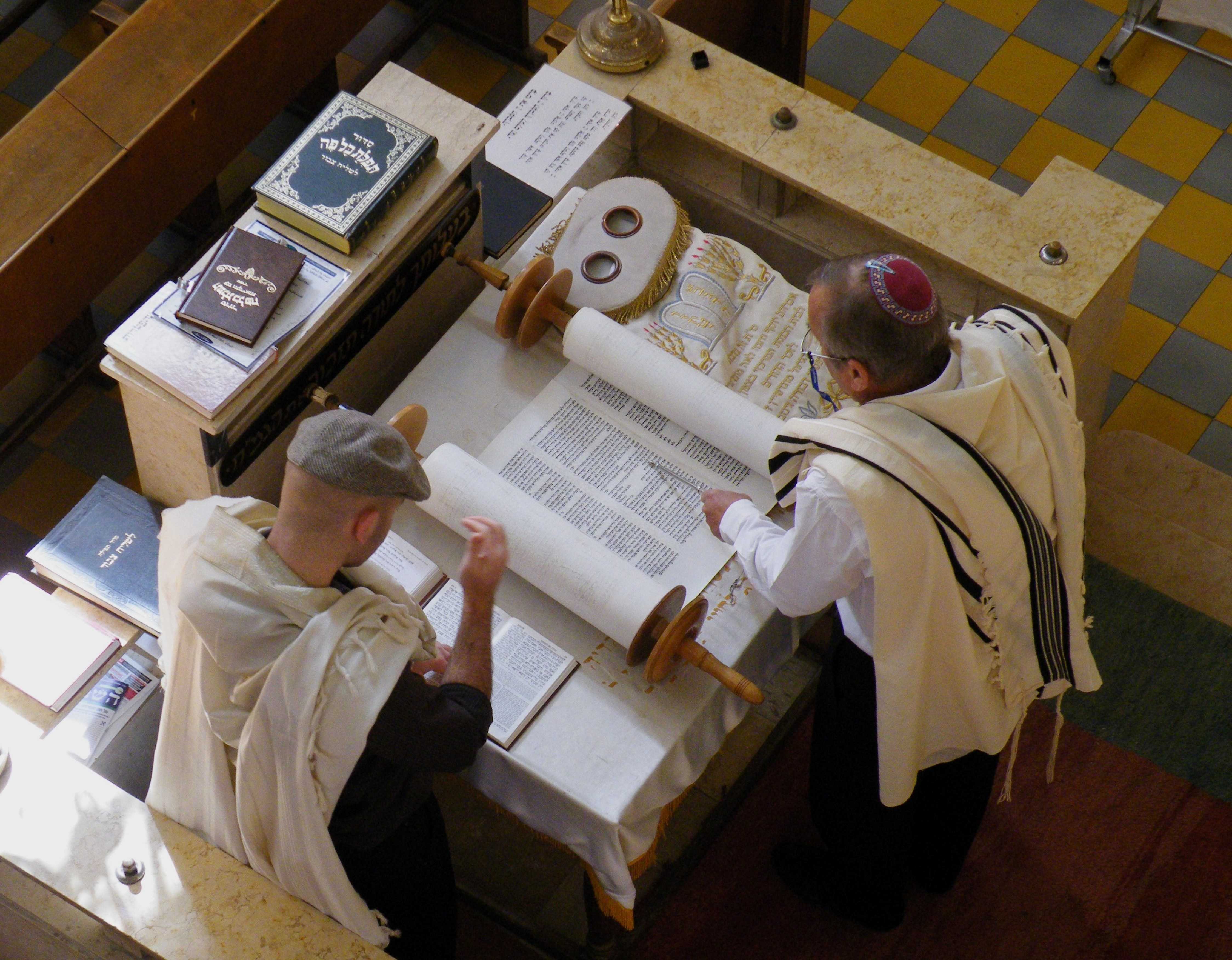
Judeus lendo a Torá.

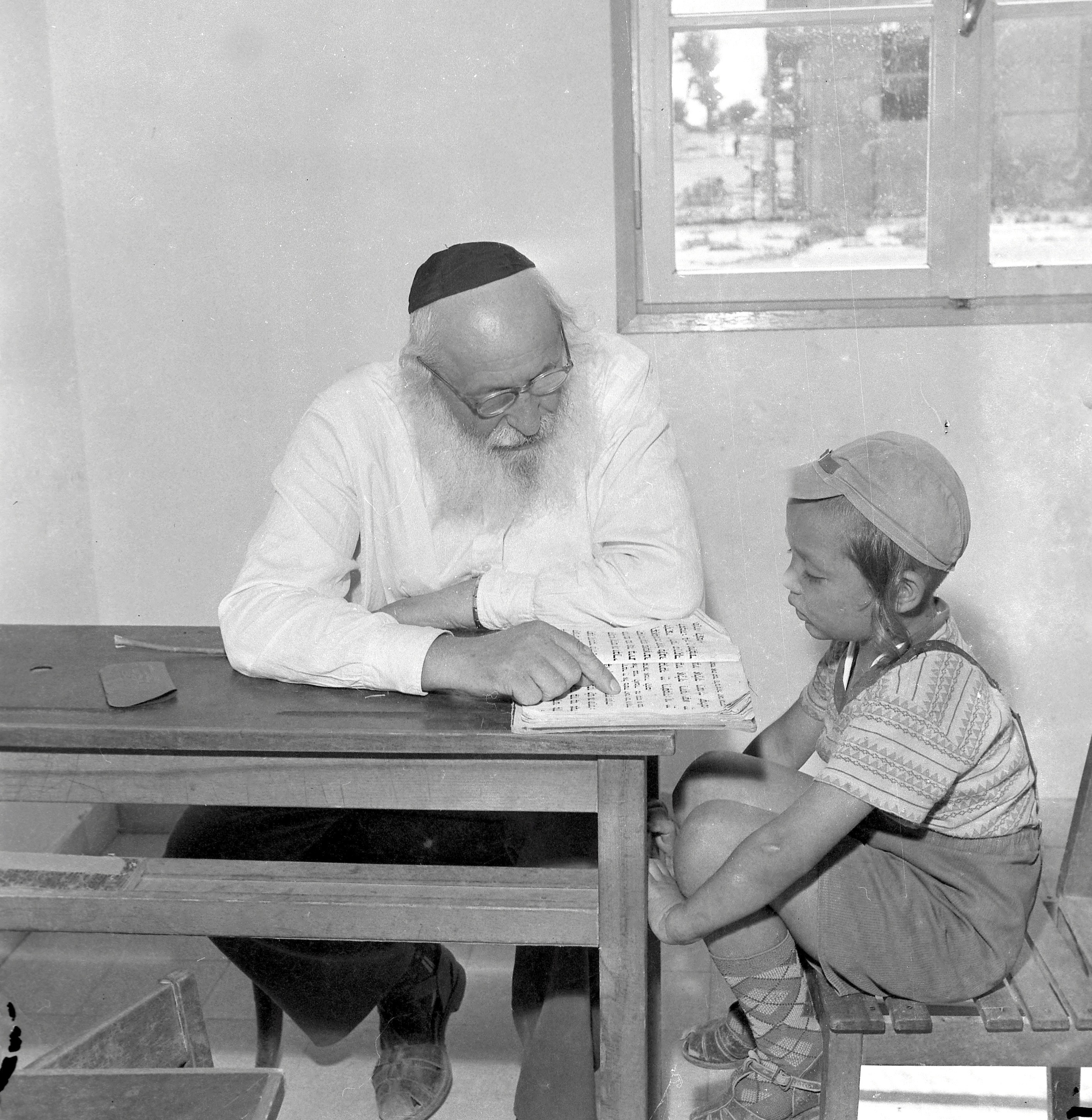
Talmud Tora, Bene Beraq, 1965

As escolas Talmud Torá são umas escolas criadas no mundo judeu, tanto asquenazita como sefardita, para dar educação primaria aos meninos de famílias humildes, para ensinar aos meninos a língua hebraica e as Escrituras, com um enfoque especial em o Pentateuco.

## História
O Talmud Torá estava destinado a preparar os estudantes para ir a la yeshivá, ou bem a uma escola judia secundária. As escolas inspiran-se no héder, uma instituição tradicional educativa judia, som financiadas através de doações particulares.

### Institução
A instituição conhecida como "A Casa de Estudo", encontra as suas raízes num decreto de Esdras e a Grande Assembleia, que fez abrir uma escola pública em Jerusalém para assegurar a educação dos meninos huerfanos, o grande sacerdote Yehoshua Ben Gamla estabeleceu então as escolas públicas em todas as cidades e povos para todos os meninos desde a idade de seis ou sete anos. Os custos foram sufragados pela comunidade, se fixou o número de estudantes em vinte alunos por professor.

### Método
O método Talmud Torá tinha a intenção de instruir o estudante na Lei de Moisés e a literatura rabínica, a leitura de orações, bênçãos e nos princípios pedagógicos do judaísmo que se integraram no plan de estudos. O ensino dura todo o dia, e nos meses de inverno, uma parte da noite. As classes se suspendem nas sextas-feiras à tarde e no dia anterior a um dia festivo do calendário judeu. Não há classes durante os sábados e nos dias festivos.

### Actualmente
As escolas Talmud Torá seguem existindo em todo o mundo judeu. É mais frequente a incorporação as escolas primarias de materiais curriculares seculares juntamente com as ensenyances judias, com a finalidade de preparar os alunos para a educação secundária. Hoje em dia, as escolas são maioritariamente mistas, se costuma seguir uma orientação tradicional da educação judia, em vez de correntes modernistas ou progresistas que surgiram no século XX, como o judaísmo reformista e o judaísmo conservador. As escolas Talmud Torá, juntamente com a sinagoga, oferecem uma educação religiosa aos meninos judeus de todo o Mundo.

## Referencias
1. ↑  Armengol, Montse Forcano, Manuel.«La vida quotidiana al call de Girona» (paper).